# Fendels
Fendels é um município da Áustria, situado no distrito de Landeck, no estado do Tirol. Tem 13,49 km² de área e sua população em 2019 foi estimada em 253 habitantes.